# Sam Schachter
Sam Schachter (North York, 8 de maio de 1990) é um jogador de voleibol de praia canadense.

## Carreira
Schachter representou, ao lado de Chaim Schalk, seu país nos Jogos Olímpicos de Verão de 2016, terminando na fase de grupos.